# تريفور ديفال
تريفور ديفال (Trevor Devall) هو ممثل كندي ولد في 1972 في إدمونتون، ألبرتا.

## أدواره في الأنمي

### مسلسلات أنمي تلفزيونية
- البدلة المتنقلة جاندام سيد - مو لا فلاجا
- البدلة المتنقلة جاندام سيد ديستني - نيو لورنوك
- إينوياشا - موكوتسو، ريوكوتسسيه
- ترانسفورمرز إينرجون - ألفا كيو
- المتحولون سايبرترون - سكورج
- شاكوغان نو شانا - فرياغني، ماركوشياس
- البدلة المتنقلة جاندام 00 - باتريك كولاساور، هوارد ميسون، إدي مياساكا
- ذا سول تيكر - شيرو ميبو
- ميجامان محارب النت - عنيف
- ديث نوت - شويتشي أيزاوا، شينغو ميدو
- بلاك لاغون - تشانغ
- هيكارو نو غو - توشيكي أداتشي
- كوروزوكا - كاروتا، ذو الملابس السوداء

## أدواره في الرسوم المتحركة
- إكس-من: إيفولوشن - بايرو
- ماي ليتل بوني: فرندشيب إز ماجيك - هويتي تويتي
- جوني تيست - دوكي (الصوت الثاني)، أستاذ تيتشرمان (الصوت الثاني)
- عاملا الخبز - لص القمامة
- كينغسلايف: فاينال فانتازي 15 - رافوس فلور

## وصلات خارجية
- تريفور ديفال على موقع IMDb (الإنجليزية)
- تريفور ديفال على موقع روتن توميتوز (الإنجليزية)
- تريفور ديفال على موقع ألو سيني (الفرنسية)
- تريفور ديفال على موقع أول موفي (الإنجليزية)
- تريفور ديفال على موقع قاعدة بيانات الفيلم (الإنجليزية)
- تريفور ديفال على موقع ليتربوكسد (الإنجليزية)
- تريفور ديفال على موقع ANN person (الإنجليزية)